# Omalotheca norvegica
La canapicchia norvegese (nome scientifico  Omalotheca norvegica   (Gunnerus) Sch.Bip. & F.W.Schultz) è una specie di pianta angiosperma dicotiledone della famiglia delle Asteraceae (sottofamiglia Asteroideae).

## Etimologia
Il nome generico (Omalotehca) deriva da due parole greche "omalo/homalo" (= liscio) e "theca" (= scatola, contenitore); insieme significa "rivestimento liscio".. L'epiteto specifico (norvegica) indica l'areale di origine (o del primo ritrovamento).
Il nome scientifico della specie è stato definito dai botanici Johan Ernst Gunnerus (1718-1773), Carl Heinrich Schultz (1805-1867) e Friedrich Wilhelm Schultz (1804-1876) nella pubblicazione " Archives de Flore: journal (recueil) botanique" ( Arch. Fl. 2: 311) del 1861.

## Descrizione

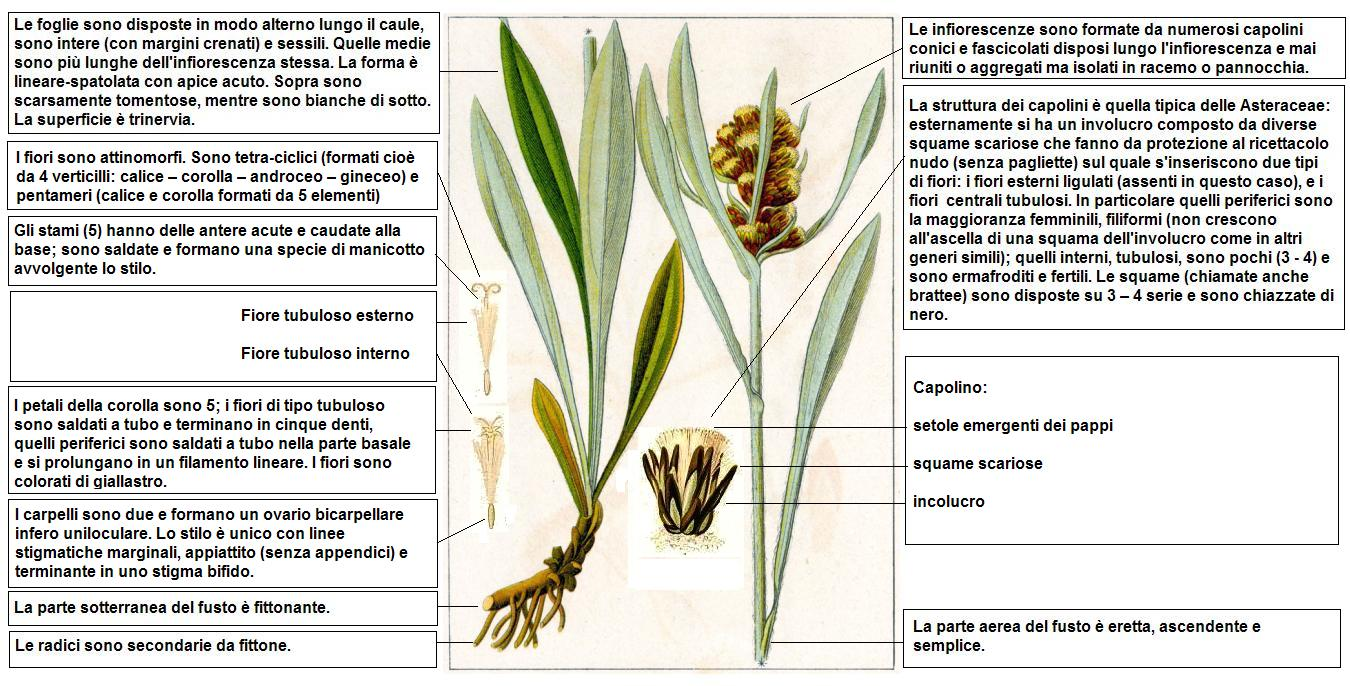
Descrizione delle parti della pianta

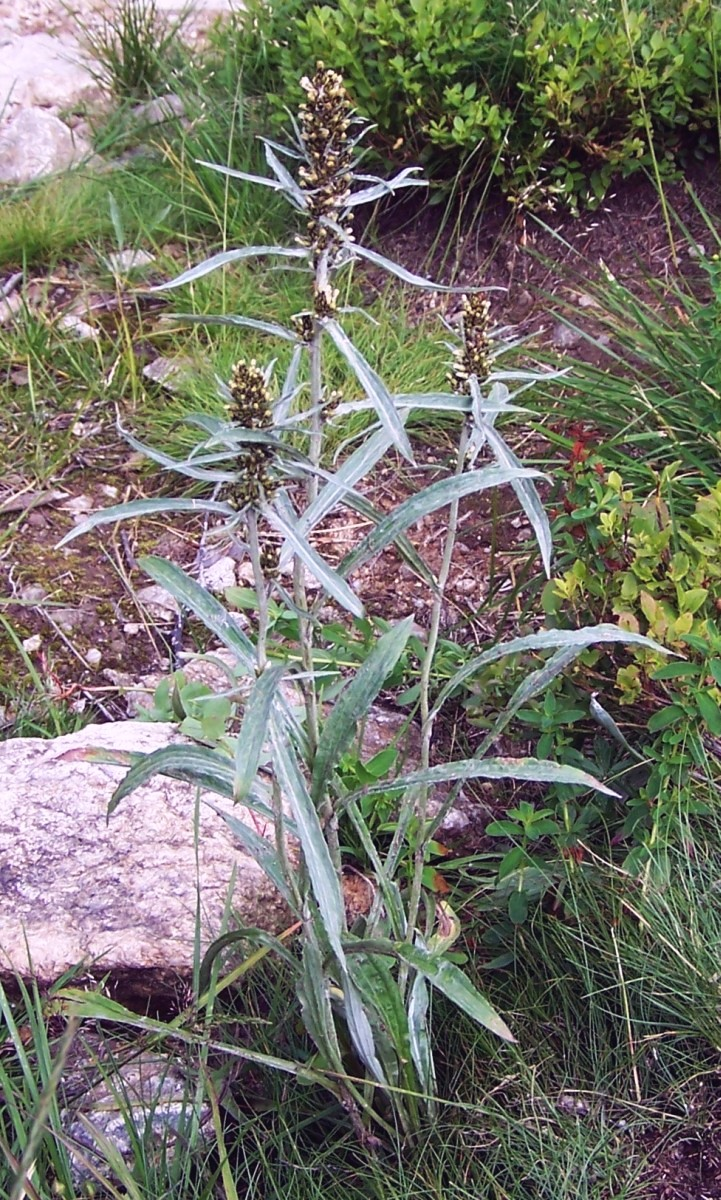
Il portamento

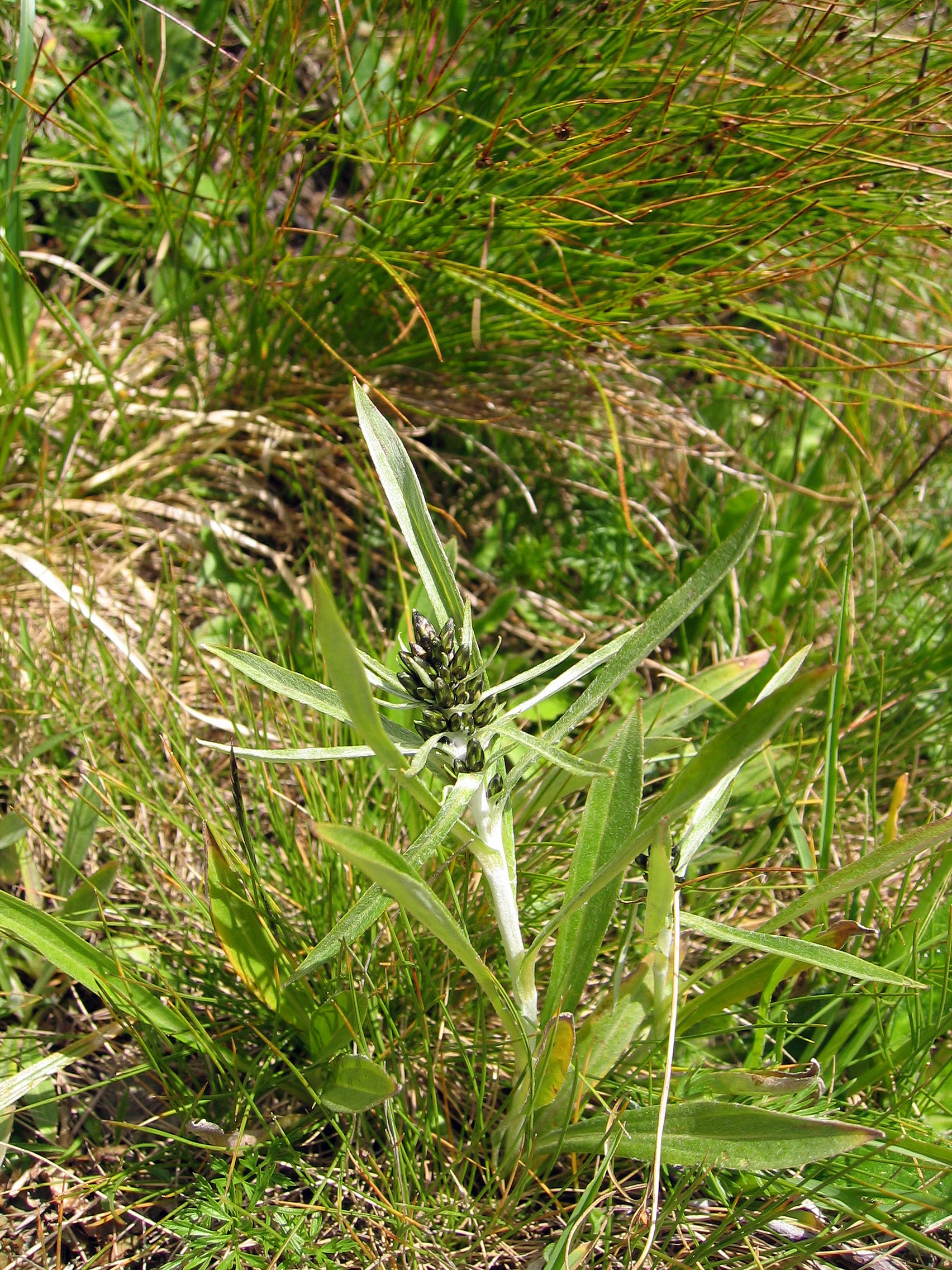
Le foglie

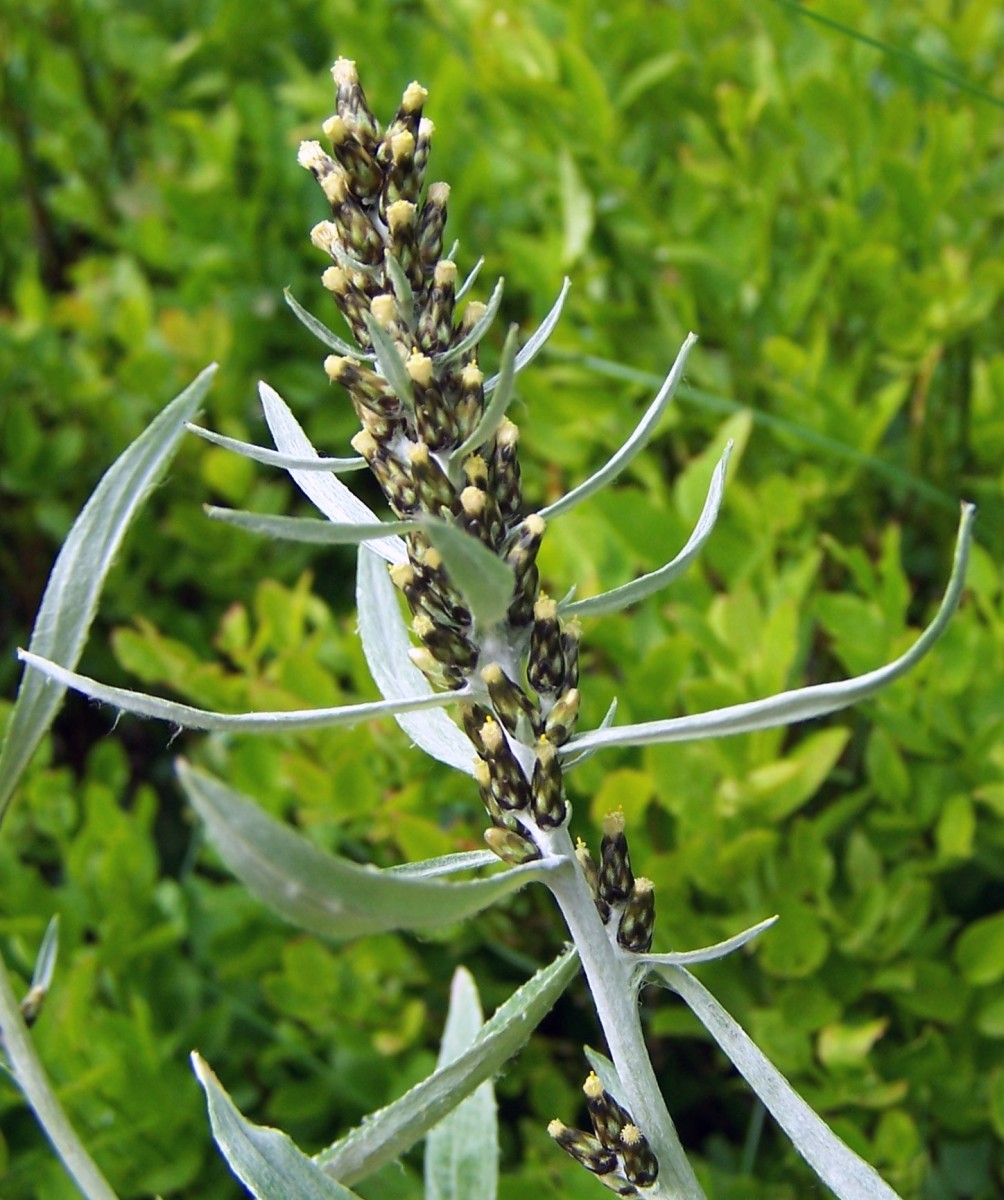
Infiorescenza

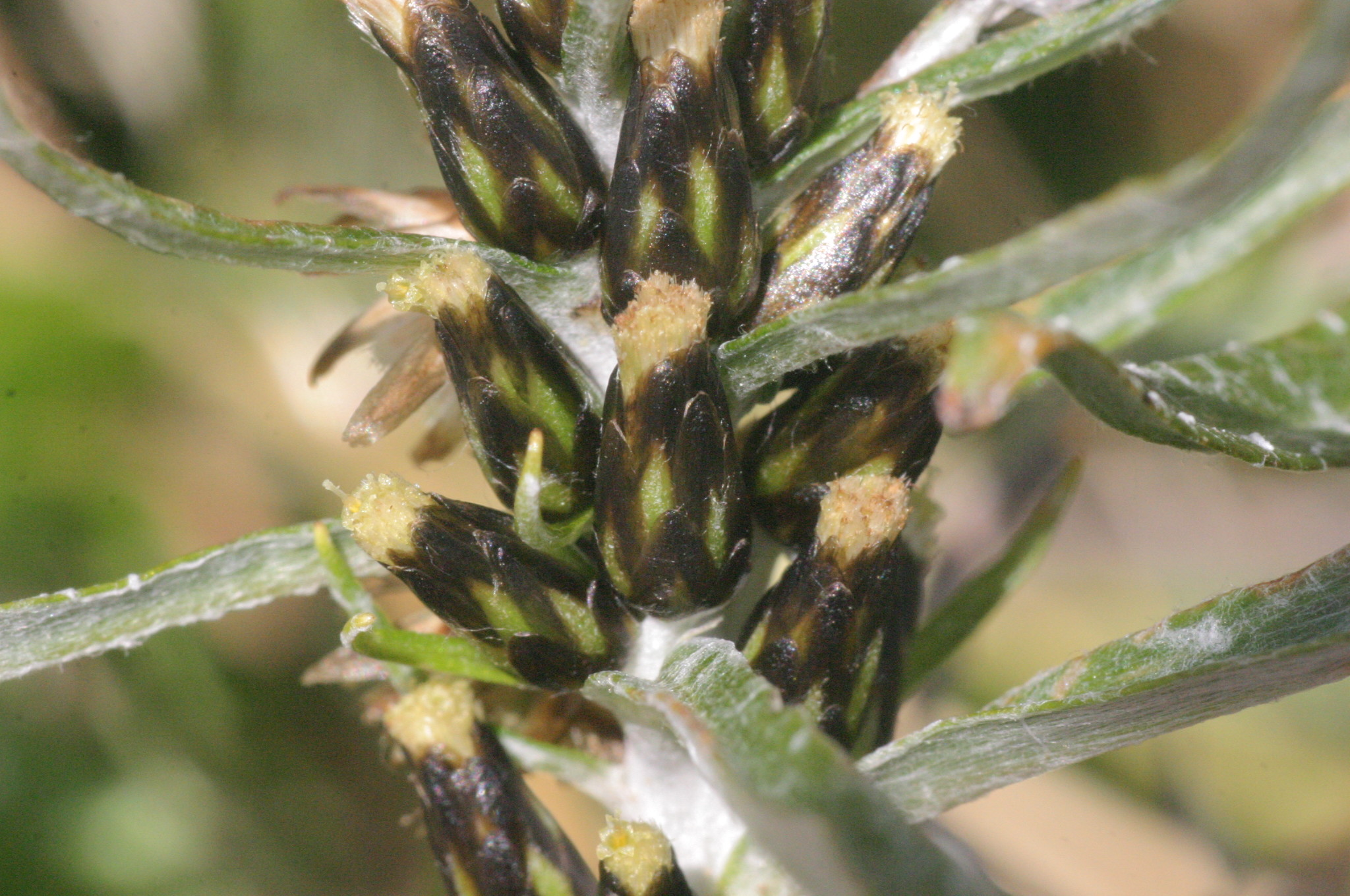
I fiori

Portamento. La specie di questa voce ha un habitus di tipo erbaceo perenne. La forma biologica è emicriptofta scaposa (H scap), sono piante erbacee perenni con gemme svernanti al livello del suolo e protette dalla lettiera o dalla neve, dotate di un asse fiorale eretto e spesso con poche foglie. Queste piante possiedono una lanosità cotonosa sparsa su tutta la superficie (fusto, foglie e infiorescenza) che dona loro un colore bianchiccio-grigiastro; sono inoltre considerate monoiche in quanto i capolini contengono fiori femminili esternamente e fiori ermafroditi (e quindi anche maschili) centralmente. I cauli sono provvisti del floema, ma non di canali resiniferi; mentre i sesquiterpeni lattoni sono normalmente assenti (piante senza lattice).
Radici. Le radici sono secondarie da fittone.
Fusto. Altezza media: da 10 a 30 cm (massimo 40 cm).
- Parte ipogea: la parte sotterranea è fittonante. Le radici sono fibrose e rizomatose, ma non stolonifere.
- Parte epigea: la parte aerea in genere è eretta, ramosa con superficie da lanosa-tomentosa a sericea.

Foglie. Le foglie sono disposte in modo alterno lungo il caule, sono intere (con margini crenati) e sessili (quelle basali sono sub-picciolate). Quelle medie sono più lunghe dell'infiorescenza stessa. La forma è lineare-spatolata con apice acuto. Sopra sono sparsamente tomentose, mentre sono bianche di sotto. La superficie è trinervia. Dimensione delle foglie medie: larghezza 20 mm; lunghezza 40 – 60 mm.
Infiorescenza. Le sinflorescenze sono composte da diversi capolini (da 10 a 60), conici o fascicolati, raccolti in formazioni racemose o spiciformi. Le infiorescenze vere e proprie sono formate da un capolino terminale di tipo disciforme (con fiori eterogami). I capolini sono formati da un involucro, con forme cilindrico-campanulate, composto da diverse brattee, al cui interno un ricettacolo fa da base ai fiori. Le brattee, a consistenza cartacea (all'apice) e colorate di brunastro (sono chiazzate di nero), sono disposte in modo più o meno embricato su 3 - 4 serie e possono essere connate alla base (strati di stereoma indiviso);  talora possono avere un margine ialino. Il ricettacolo è nudo ossia senza pagliette a protezione della base dei fiori; la forma normalmente è piatta o concava. Dimensione dei capolini: larghezza 2 mm; lunghezza 5 – 6 mm. Lunghezza delle sinflorescenze: 1,5 – 14 cm (occupano da 1/8 a 1/4 della lunghezza dell'intera pianta).
Fiori.  I fiori sono tetra-ciclici (formati cioè da 4 verticilli: calice – corolla – androceo – gineceo) e pentameri (calice e corolla formati da 5 elementi). Sono inoltre tubulosi, attinomorfi e si distinguono in:
- fiori del disco esterni: sono femminili e filiformi;
- fiori del disco centrali (3 - 4 per capolino): sono ermafroditi; le forme sono tubulari;

In questo gruppo di piante i fiori radiati (ligulati o del raggio) sono assenti; a volte sono confusi con i fiori femminili (tubulosi) del disco esterno più o meno sub-zigomorfi con un lembo piatto e possono essere interpretati come fiori del raggio.
- Formula fiorale:

*/x K {\displaystyle \infty }, [C (5), A (5)], G 2 (infero), achenio
- Calice: i sepali del calice sono ridotti ad una coroncina di squame.
- Corolla: la forma della corolla normalmente è tubolare con 5 lobi (raramente 4); i lobi hanno delle forme da lanceolate o deltate a lineari. I colori della corolla sono giallastri.
- Androceo: l'androceo è formato da 5 stami sorretti da filamenti generalmente liberi; gli stami sono connati e formano un manicotto circondante lo stilo; le teche (produttrici del polline) sono prive di sperone, ma hanno la coda (una sola); le appendici apicali delle antere hanno delle forme piatte; il tessuto endoteciale (rivestimento interno dell'antera) è quasi sempre polarizzato (con due superfici distinte: una verso l'esterno e una verso l'interno). Il polline è di tipo echinato (con punte sporgenti) a forma sferica è formato inoltre da due strati di ectesine, mentre lo strato basale è spesso e regolarmente perforato (tipo “gnafaloide”).[8]
- Gineceo: l'ovario è infero uniloculare formato da 2 carpelli. Lo stilo (il recettore del polline) è intero o biforcato con due stigmi nella parte apicale. Gli stigmi hanno una forma da troncata a allungata e ottusa; possono essere ricoperti da minute papille o avere dei penicilli apicali o dorsali. Le superfici stigmatiche sono separate.[8]
- Antesi: da giugno a settembre.

Frutti. I frutti sono degli acheni con pappo. Gli acheni sono piccoli a forma da obovoide a cilindrica o fusiforme e leggermente compressi; la superficie può essere ricoperta di piccoli peli o papille; il pericarpo può essere percorso longitudinalmente da alcuni fasci vascolari. Il pappo, caduco, è formato da setole, monoseriate, capillari barbate ma non clavate, connate alla base in un anello oppure libere. Dimensione degli acheni: 1,5 mm. Lunghezza del pappo: 3 mm.

## Biologia
Impollinazione: tramite insetti (impollinazione entomogama tramite farfalle diurne e notturne).

Riproduzione: la fecondazione avviene fondamentalmente tramite l'impollinazione dei fiori.

Dispersione: i semi cadono a terra e vengono dispersi soprattutto da insetti come formiche (disseminazione mirmecoria). Un altro tipo di dispersione è zoocoria: gli uncini delle brattee dell'involucro (se presenti) si agganciano ai peli degli animali di passaggio che portano così i semi anche su lunghe distanze. Inoltre per merito del pappo il vento può trasportare i semi anche per alcuni chilometri (disseminazione anemocora).

## Distribuzione e habitat

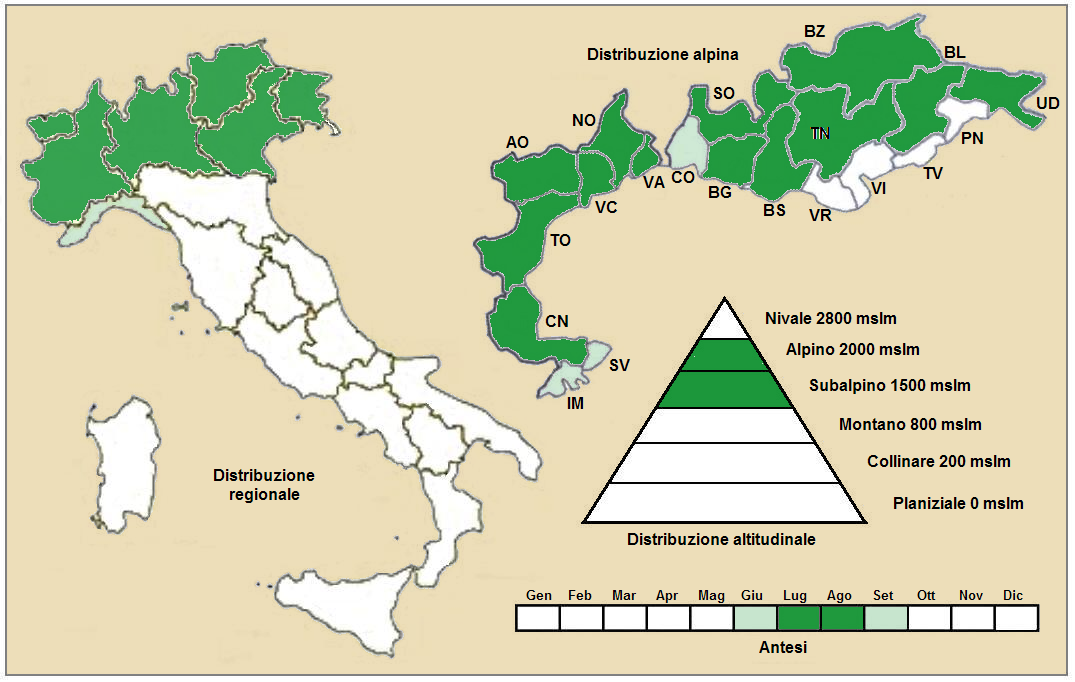
Distribuzione della pianta
(Distribuzione regionale – Distribuzione alpina)

Geoelemento: il tipo corologico (area di origine) è Artico-Alpino (Europeo) o anche secondo altri testi Eurosiberiano / Nord Americano.
Distribuzione: in Italia questa specie è presente soprattutto nelle Alpi, ma è considerata rara. È ugualmente presente nel resto delle Alpi (oltreconfine). Sugli altri rilievi europei si trova nella Foresta Nera, Vosgi, Massiccio Centrale, Pirenei, Alpi Dinariche, Monti Balcani e Carpazi. Si trova anche nel Nord America orientale e in Siberia occidentale.
Habitat: l'habitat tipico di questa pianta sono i sentieri boschivi e le schiarite forestali; ma anche nelle praterie rase subalpine e alpine, i megaforbieti, ontaneti e i saliceti subalpini. Il substrato preferito è siliceo con pH acido, bassi valori nutrizionali del terreno che deve essere mediamente umido.
Distribuzione altitudinale: sui rilievi alpini queste piante si possono trovare da 1.200 fino a 2.300 m s.l.m.; frequentano quindi i seguenti piani vegetazionali: subalpino e alpino.

### Fitosociologia

#### Areale alpino
Dal punto di vista fitosociologico alpino la specie di questa voce appartiene alla seguente comunità vegetale:
Formazione: delle comunità delle macro- e megaforbie terrestri
Classe: Mulgedio-Aconitetea
Ordine: Calamagrostietalia villosae

#### Areale italiano
Per l'areale completo italiano la specie di questa voce appartiene alla seguente comunità vegetale:
Macrotipologia: vegetazione sopraforestale criofila e dei suoli crioturbati.
Classe: Caricetea curvulae Br.-Bl., 1948
Ordine: Caricetalia curvulae Br.-Bl. in Br.-Bl. & Jenny 1926
Alleanza: Agrostion schraderianae Grabherr, 1993
Descrizione. L'alleanza Agrostion schraderianae è relativa alle comunità primarie, acidofile che colonizzano pendii in erosione ed impluvii. L'alleanza è localizzata nell aree centro-est-alpine e si sviluppa sulle creste ventose o sui macereti dei piani subalpini e alpini.
Specie presenti nell'associazione: Agrostis schraderiana, Festuca melanopsis, Alchemilla alpina, Carex atrata, Festuca picturata, Omalotheca norvegicum, Pedicularis recutita.

## Tassonomia
La famiglia di appartenenza di questa voce (Asteraceae o Compositae, nomen conservandum) probabilmente originaria del Sud America, è la più numerosa del mondo vegetale, comprende oltre 23.000 specie distribuite su 1.535 generi, oppure 22.750 specie e 1.530 generi secondo altre fonti (una delle checklist più aggiornata elenca fino a 1.679 generi). La famiglia attualmente (2021) è divisa in 16 sottofamiglie; la sottofamiglia Asteroideae è una di queste e rappresenta l'evoluzione più recente di tutta la famiglia.

### Filogenesi
Il genere di questa voce è descritto nella tribù Gnaphalieae, una delle 21 tribù della sottofamiglia Asteroideae. La sottotribù Gnaphaliinae è caratterizzata da portamenti di vario tipo con specie ginomonoiche e monoiche, da foglie con margini interi, da capolini disciformi omogami o eterogami e raramente radiati (o subradiati), dallo stilo con rami troncati e superfici stigmatiche separate apicalmente, da acheni glabri o con tricomi allungati e pappo ridotto.
Il genere Omalotheca appartiene al clade Flag, un gruppo informale monofiletico della sottotribù Gnaphaliinae. In questo gruppo sono presenti specie dioiche (solo fiori femminili o solo fiori maschili) e piante a portamento cusciniforme. I capolini, in formazioni corimbose o spiciformi, possono essere sottesi da foglie bratteali. Il ricettacolo in alcuni casi è squamoso.  Il "Flag clade", da un punto di vista filogenetico, può essere suddiviso in due parti: il "Lucilia-group" e il resto del clade (in posizione "basale") considerato "gruppo fratello" del primo. Il genere di questa voce appartiene a quest'ultimo gruppo.
Sandro Pignatti nella "Flora d'Italia" (seconda edizione del 2018) divide le specie di Omalotheca (in realtà classificate come Gnaphalium) della flora spontanea italiana in due gruppi:
- (1) sinflorescenze con numerosi capolini e fusti allungati (fino a 60 cm);
- (2) sinflorescenze con pochi capolini e fusti brevi (fino a 12 cm).

La specie di questa voce appartiene al primo gruppo.
I caratteri distintivi della specie  Omalotheca norvegica sono:
- i capolini sono isolati in racemi o pannocchie;
- le foglie medie sono molto sviluppate (più lunghe di quelle inferiori).

Il numero cromosomico delle specie di questa voce è: 2n = 28 (2n = 56).

### Sinonimi
Sono elencati alcuni sinonimi per questa entità:
- Gamochaeta norvegica (Gunnerus) Y.S.Chen & R.J.Bayer
- Gnaphalium norvegicum  Gunnerus
- Gnaphalium sylvaticum subsp. norvegicum  (Gunnerus) Bonnier & Layens
- Synchaeta norvegica  (Gunnerus) Kirp.

## Specie simili
Alcune specie possono essere confuse con O. norvegica:
- Omalotheca sylvatica (L.) F.W.Schultz & Sch.Bip. - Canapicchia comune: è una specie abbastanza simile a quella di questa voce, si distingue soprattutto per le foglie medie più ridotte rispetto a quelle basali; le squame dell'involucro sono meno scure; inoltre nella flora italiana è una specie più frequente
- Gnaphalium uliginosum L. - Canapicchia palustre: l'infiorescenza è più fogliosa (le foglie superiori sono raggianti attorno ai capolini) e i capolini sono più raccolti all'apice dei fusti.
- Omalotheca hoppeana  (W.D.J.Koch) F.W.Schultz & Sch.Bip. - Canapicchia di Hoppe: è una specie alpina (in Italia si trova solo al nord oltre i 2000 m s.l.m.); si distingue per l'altezza minore e per le infiorescenze pauciflore (i capolini sono pochi e raccolti all'apice dell'infiorescenza). La “canapicchia comune” può essere confusa con questa specie quando si spinge a quote più alte per assumere una forma più raccolta e con un numero minore di capolini (a causa del clima più freddo).